# Nopjira Lerkkajornnamkul
Nopjira Lerkkajornnamkul (tiếng Thái: นพจิรา ฤกษ์ขจรนามกุล, sinh ngày 25 tháng 02 năm 1995) còn có nghệ danh là Ferny (tiếng Thái: เฟิร์น), là một nữ diễn viên người Thái Lan, cô hoạt động trong ngành giải trí từ năm 2016. Hiện cô là diễn viên độc quyền của Đài One 31. Cô được biết đến nhiều nhất qua vai diễn Minta trong phim Con tim sắt đá (2019). Sau đó, cô tiếp tục tham gia các phim truyền hình như Vụ Án Tính Yêu Vượt Thời Gian	(2020), Căn Phòng Cuối Cùng Số 6 (2021) và gần đây nhất là bộ phim Thời Gian Thần Tình Yêu (2022)

## Tiểu sử
Nopjira Lerkkajornnamkul là một nữ diễn viên Thái Lan. Cô theo học ngành kỹ thuật xây dựng tại Thai-German Pre-Engineering School và tốt nghiệp bằng cử nhân kỹ thuật tại Đại học King Mongkut's University of Technology North Bangkok (KMUTNB). Cô hiện đang theo học Thạc sĩ Kỹ thuật Xây dựng, Khoa Kỹ thuật tại Đại học Chulalongkorn. Cô làm việc tại GMM Grammy và cũng làm việc tại Power Line Engineering ở Thái Lan 

## Sự nghiệp

### Trước khi ra mắt
Ferny Nopjira từng tham dự cuộc thi Dao Pradoo Deng và là người giành chiến thắng chung cuộc. Sau đó, cô tham gia một cuộc thi khác là Tep Tepee Suan Palm Tiết và giành vị trí thứ hai. Trước khi gia nhập làng giải trí, Ferny từng là một gương mặt khá nổi bật khi cô liên tiếp tham gia các cuộc thi lớn. Đây cũng chính là cơ hội giúp cô gây được sự chú ý từ phía nhiều nhà sản xuất phim.

### 2016-2018: Bắt đầu đóng phim
Vì cuộc thi cuối cùng, cô đã được liên hệ để tham gia casting một bộ phim truyền hình mới Rak Fun Thalob Casting Project. Cuối cùng, cô ra mắt với tư cách là một nữ diễn viên trong một bộ phim truyền hình mới Rak Fun Thalob(Hành trình chống ế) vào năm 2016. Đây là lần đầu tiên Ferny ra mắt công chúng với một vai diễn nhỏ trong bộ phim truyền hình tình cảm hài hước. Bộ phim có sự tham gia góp mặt của 3 diễn viên chính: Kangsom Tanatat, Wannarot Sonthichai và Gypsy Keerati. Ngoài Ferny Nopjira, anh chàng diễn viên điển trai đang rất hot hiện nay Film Thanapat cũng có một vai diễn nhỏ trong Rak Fun Thalob 2016.
Ngay sau đó, nữ diễn viên xuất hiện trong bộ phim truyền hình Dok Kaeo Kalong năm 2017. Nhưng đây vẫn chỉ là một vai diễn phụ trong phim.
Tiếp đó, năm 2018 Ferny tham gia 2 bộ phim truyền hình khác đó là Taan Tawan Janward đóng cặp cùng nam ca sĩ diễn viên Kang Vorakorn và Naet Nakinđóng cặp cùng diễn viên điển trai Dan Worradech.Ferny Nopjira tham gia 2 phim truyền hình phát sóng năm 2018 đều với vai trò nữ chính. Tuy nhiên, nữ diễn viên trẻ vẫn chưa thực sự có bước đột phá lớn để gây được sức hút với khán giả.

### 2019: Thành công trong bộ phimCon tim sắt đá
Năm 2019, Ferny Nopjira cùng Tor Thanapob đã tạo nên một cơn sốt mới với hội mê phim Thái qua phim truyền hình remake Con tim sắt đá. Bộ phim từ đầu vốn không gây được nhiều sự quan tâm của khán giả thế nhưng từng tập phim lên sóng đã thực sự làm nên một làn sóng. Bộ đôi hai diễn viên chính trong phim Ferny Nopjira (vai Minta) và Tor Thanapob (vai Sila) dù lần đầu hợp tác thế nhưng cả hai đã có sự tương tác rất tốt, khả năng diễn của Ferny Nopjira cũng được đánh giá rất cao trong bộ phim này. Cú hít từ Con tim sắt đá đã giúp Ferny nổi tiếng không chỉ trong nước mà còn cả với các fan quốc tế. Theo dõi trang Instagram của cô nàng bạn sẽ thấy một lượng lớn những bình luận đến từ các fan Trung Quốc, Campuchia và cả Việt Nam, dành tình cảm yêu mến cho nữ diễn viên.
Không còn là nữ diễn viên phụ mờ nhạt, cô nàng Kỹ thuật xây dựng đã thực sự vươn lên hàng diễn viên mới được quan tâm nhiều nhất từ nhà đài. Tin chắc rằng sau Con tim sắt đá khán giả sẽ sớm được theo dõi nhiều bộ phim truyền hình mới của Minta.. Bộ phim truyền hình Con tim sắt đá đã tạo nên cú hít lớn trong cuộc đời sự nghiệp của Ferny Nopjira. Không chỉ riêng khán giả trong nước mà cả những khán giả quốc tế cũng dành cho nữ diễn viên nhiều lời tán tụng sau bộ phim.

## Danh sách phim

### Phim truyền hình
| Năm  | Tựa đề gốc                               | Tên Tiếng Việt                          | Vai diễn          | Bạn diễn                                                                                             | Vai trò       | Kênh   |
| ---- | ---------------------------------------- | --------------------------------------- | ----------------- | --- | ------------- | ------ |
| 2016 | Rak Fun Thalob                           | Hành trình chống ế                      | Plaifun           | Wannarot Sonthichai, Tanatat Chaiyaat, Keerati Mahapreukpong, Thanapat Kawila                        | Vai phụ       | One 31 |
| 2017 | Med in Love: The Series                  | Chuyện Tình Đại Học Y                   | Donat             | Pronpiphat Pattanasettanon, Ramida Jiranorraphat                                                     | Vai phụ       | One 31 |
| 2017 | Choose                                   | Thế giới đam mỹ, đồng tính              | Nam               | Nut Nutchapon Rattanamongkol, Yong Taragon Suksomlert                                                | Nữ chính      | One 31 |
| 2017 | Sanaeha Diary Series: Buang Sanaeha      | Nhật ký kẻ trộm tình: Vòng lặp tình yêu | Kat               | Siraphun Wattanajinda, Akarat Nimitchai, Captain Phutanate Hongmanop, Yuthana Puengklarng            | Cameo         | One 31 |
| 2017 | Dokkaew Kahlong                          | Khoảnh Khắc Định Mệnh                   | Janward           | Norraphat Vilaiphan, Nattaya Thongsen, Phun Chitnarong Visessompark                                  | Vai phụ       | One 31 |
| 2018 | Ban Saran Land: Suparburoot Sut Soi      | Hổ Phụ Sinh Hổ Nữ                       | Fai               | Arnuttaphol Sirichomsaeng, Sattaphong Phiangphor, Chutavuth Pattarakampol, Rungrada Runglikitjarearn | Cameo         | One 31 |
| 2018 | Taan Tawan Janward                       | Bức họa hoa hướng dương                 | Janward           | Phun Chitnarong Visessompark                                                                         | Nữ chính      | One 31 |
| 2018 | Naet Nakin                               | Đôi mắt nữ quỷ                          | Korrapin          | Worrawech Danuwong                                                                                   | Thứ chính     | One 31 |
| 2019 | Huajai Sila                              | Con Tim Sắt Đá                          | Minta             | Thanapob Leeratanakajorn                                                                             | Nữ chính      | One 31 |
| 2019 | Songkram Nak Pun: Season 2               | Cuộc Chiến Producer 2                   | Chính mình        | Metinee Kingpayome, Namthip Jongrachatawiboon                                                        | Cameo (Ep.17) | One 31 |
| 2020 | Kadee Rak Kham Pop                       | Vụ Án Tính Yêu Vượt Thời Gian           | Pitchaya          | Sattaphong Phiangphor                                                                                | Nữ chính      | One 31 |
| 2021 | Hongsutai Maai Layk 6 The Last Room No.6 | Căn Phòng Cuối Cùng Số 6                | Piangrak          | Petch Boranin                                                                                        | Nữ chính      | One 31 |
| 2022 | The Love Proposal                        | Thời Gian Thần Tình Yêu                 | Treenuch          | Porapat Srikajorn                                                                                    | Nữ chính      | One 31 |
| 2023 | Ton Rai Plai Rak                         | Lương duyên ngang trái                  | Rosana            | Nawat Kulrattanarak                                                                                  | Nữ chính      | One 31 |
| 2024 | The Empress of Ayodhya                   | Nữ Hoàng Ayodhaya                       | Tanyong/Indravedi | Davika Hoorne, Thanapat Kawila                                                                       | Nữ chính      | One 31 |

## Chương trình truyền hình (Show)
| Năm      | Kênh         | Tên chương trình | Vai trò                  | Tham gia cùng |
| 2020     | Workpoint TV | The Wall Song    | Khách mời (tập 86)       | Cùng với CDGuntee |
| 2021-nay | FlexConnect  | FLEX 104.5       | Thành viên cố định       | Thanabordee Jaiyen, Ratchayawee Weerasutthimas, Mechaka Supichayangkul, Ton Arch, Pitipat Kootrakul, Naphat Vikairungroj |
| 2021     | Feed         | Feed For Future  | Khách mời phỏng vấn      | |
| 2021     | One 31       | Sound Check      | Khách mời (EP.65)        | |
| 2022     | One 31       | Super Match      | Khách mời (Tập 3, Đội B) | Maprang Alrisa Kunkwaeng, Saksit Tangtong                                                                                |
| 2022     | One 31       | Sound Check      | Khách mời (EP. 39)       | Beer Phromphong Wanginta                                                                                                 |

## Âm nhạc

### Xuất hiện trong các MV
| Năm  | Ca khúc                     | Ca sĩ thể hiện | Bạn diễn              |
| ---- | --------------------------- | -------------- | --------------------- |
| 2019 | "สบายดีหรือ" ("How are you?") | NUM KALA       | Nawasch Phupantachsee |
| 2020 | "ปล่อย" ("Let Go")           | NUM KALA       | Nawasch Phupantachsee |
| 2022 | "เวลา" ("Time")             | Pop Pongkol    | Porapat Srikajorn     |